# Leandro Romagnoli
Leandro Atilio Romagnoli, född 17 mars 1981 i Buenos Aires, är en  argentinsk fotbollsspelare som spelar för San Lorenzo.
Han slog igenom tidigt i San Lorenzo och blev en av klubbens nyckelspelare. Under sin tid i San Lorenzo vann han argentinska ligan 2001, Copa Mercosur 2001 och Copa Sudamericana 2002. 
2004 såldes Leandro till den mexikanska klubben Veracruz.
År 2006 åkte Romagnoli till Europa för att spela för Sporting Lissabon. Efter 3 år i Portugal återvände han till San Lorenzo.